# Elisha Graves Otis

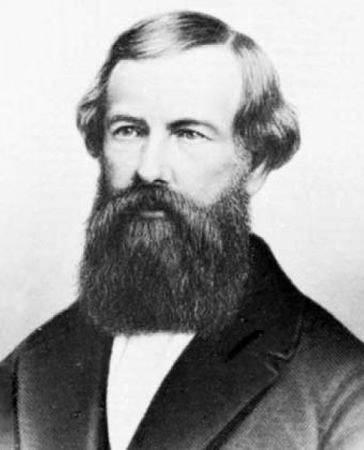
Elisha Graves Otis

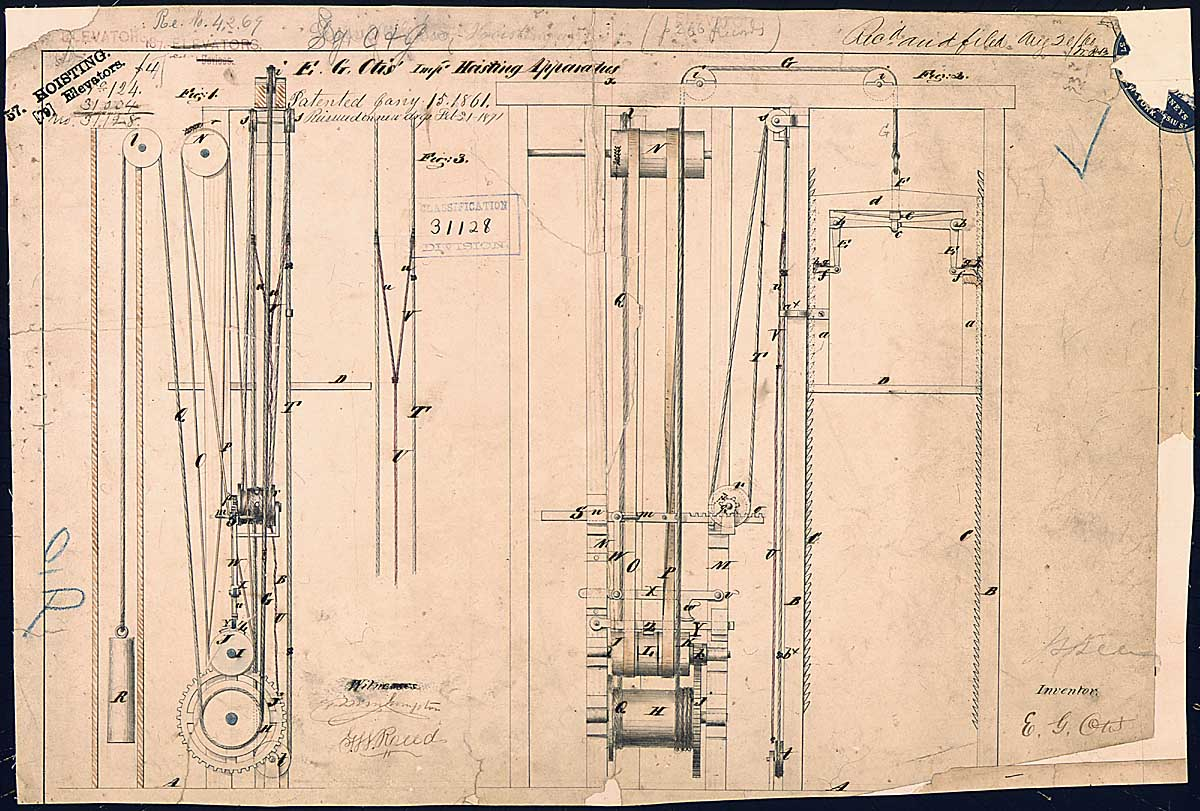
Patentzeichnung von Elisha Graves Otis

Elisha Graves Otis (* 3. August 1811, Halifax (Vermont); † 8. April 1861) war ein US-amerikanischer Mechanikermeister. Er erfand 1853 eine Sicherheitsfangvorrichtung für Aufzüge, welche einen Absturz der Kabine verhindert, und gründete die Otis Elevator Company.

## Leben
Elisha Graves Otis wurde auf einer Farm in der Nähe von Halifax, Vermont, als jüngstes von sechs Kindern geboren. In seiner Anfangszeit unternahm er mehrere erfolglose Versuche, ein Unternehmen zu gründen. Sein chronisch schlechter Gesundheitszustand führte zu kontinuierlichem Misserfolg.
Letztendlich versuchte er 1845 sein Glück mit einer Übersiedelung nach Albany, New York. Dort arbeitete er als Mechanikermeister bei O. Tingley & Company, einer Fabrik für Bettgestelle. 
1852 zog Elisha Graves Otis nach Yonkers, New York. Dort installierte er Maschinen für die Bettgestellfirma Maize & Burns. Als er beauftragt wurde, einen Lastenaufzug zu konstruieren, begann er über die Absicherung gegen einen möglichen Seilriss nachzusinnen. Er stieß auf die Antwort in Form einer harten Stahlfeder, an der das Tragseil befestigt wurde. Durch das Gewicht der Kabine spannt sich die Feder. Wenn das Seil reißt, entspannt sich die Feder und rastet in Zahnschienen ein, die sich neben den Führungsschienen befinden. Damit verfängt sich die Aufzugskabine und hält trotz gerissenen Seils. Das Prinzip wurde zeitgenössisch folgendermaßen beschrieben:

„Die von Hrn. E. G. Otis angegebene […] Vorrichtung hat den Zweck der Sicherung bei Aufzügen zum Emporschaffen von Waaren in Magazinen. Die bewegliche Schale, auf welche die zu hebenden Lasten gelegt werden, hat hölzerne Leitungen, deren innere Seiten mit Zahnstangen versehen sind. Der obere Theil des Gestelles an der Schale hat eine Reihe von Klauen, welche in der normalen Stellung durch die Spannung des Seils zurückgehalten werden, so daß sie nicht in die Zahnstangen eingreifen können. Reißt aber das Seil, so werden die Klauen durch eine steife Feder sogleich vorwärts geschoben, greifen in die Zahnstangen und halten die Schale mit der Last fest. (Aehnliche Vorrichtungen werden bekanntlich in Schächten schon längst angewendet.)“

Gemäß einer Legende ließ Otis 1854 durch P. T. Barnum seine Sicherheitsvorrichtung bei der Weltausstellung Exhibition of the Industry of All Nations im Crystal Palace in New York vorführen. Angeblich versetzte er die Menschenmenge in Schrecken, als er befahl, das Tragseil der Plattform, auf der Barnum, hoch über ihren Köpfen schwebend, stand, mit einem Säbel zu durchtrennen. Die Plattform fiel, jedoch nur einige Zentimeter. Dann stoppte sie. Seine revolutionäre neue Sicherheitsbremse funktionierte und verhinderte den Absturz der Plattform. „All safe, gentlemen!“ verkündete er. In Wirklichkeit bestand die "Menschenmenge" wohl aus höchsten 12 Personen, die sich die Vorführung in einem Nebenraum ansahen, wie der Gesellschaftswissenschaftler Andreas Bernard bei seinen Recherchen feststellte.
Mit dieser dramatischen Demonstration sicherte sich die Otis Elevator Company, weltweit führender Aufzugsanlagenproduzent, ihre ersten Aufträge, so dass sie bis 1856 siebenundzwanzig Aufzüge verkauften. Am 23. März 1857 konnte im New Yorker Haughwout Store der weltweit erste  Personenaufzug mit Absturzsicherung in Betrieb genommen werden. Der mit Dampf betriebene Aufzug schaffte die fünf Stockwerke in weniger als einer Minute.
Die Erfindung der Absturzsicherung von Elisha Otis steigerte das öffentliche Vertrauen in Aufzüge und führte neben Fortschritten in der Bautechnik dazu, dass höhere Häuser gebaut werden konnten.
1861, nach dem Tod von Elisha Otis, führten seine Söhne Charles und Norton sein Werk fort – im Jahr 1867 gründeten sie Otis Brothers & Co.
Elisha Graves Otis ruht auf dem Oakland Cemetery von Yonkers im Westchester County, New York.